# Räddningsstation Uppsala (sjöräddning)
Räddningsstation Uppsala är en av Sjöräddningssällskapets räddningsstationer. 
Räddningsstation Uppsala ligger i fritidsbåtshamnen i Graneberg i stadsdelen Sunnersta, nära Fyrisåns utlopp i Mälaren, vid dess nordligaste fjärd Ekoln. RS Uppsala startade 2009 som en dotterstation till RS Munsö. 2012 blev Uppsala självständig sjöräddningsstation. Stationen bemannas av cirka 30 frivilliga sjöräddare. 

## Räddningsfarkoster
- Rescue Rolf G, en 6.8 meter lång öppen RBB-båt Panther 22 från Boatsman OY, med cirka 5 timmars aktionstid ochen högsta hastighet på 34 knop
- Rescuerunner ICA, tillverkad 2017
- Rescue Arne Ebers, en 4,34 meter lång öppen svävaren från Ivanoff Hovercraft, byggd 2019
- Rescue Jannersten, en 5,5 meter lång täckt svävare från Ivanoff Hovercraft, byggd 2021

## Bildgalleri

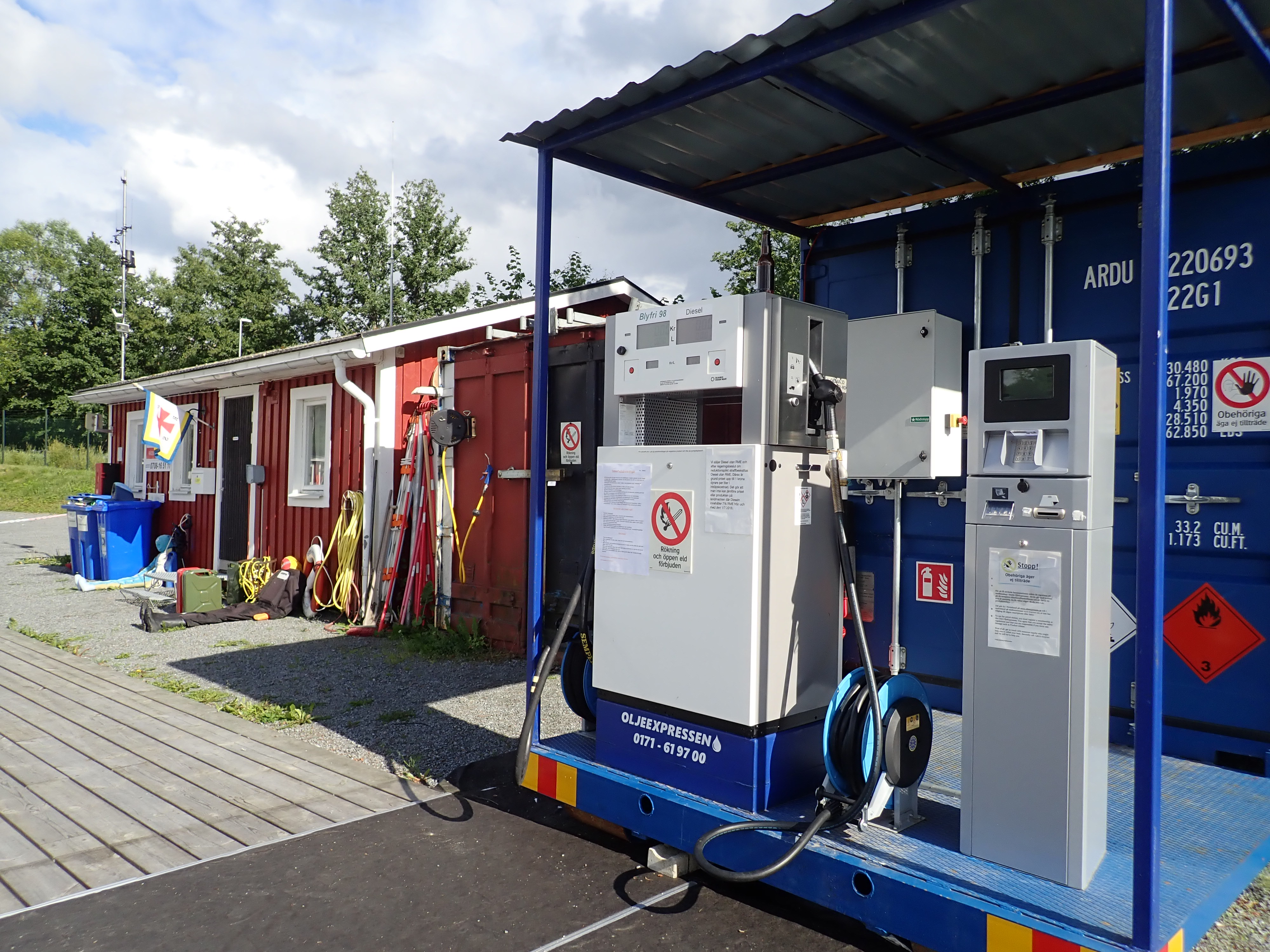
Räddningsstation Uppsala
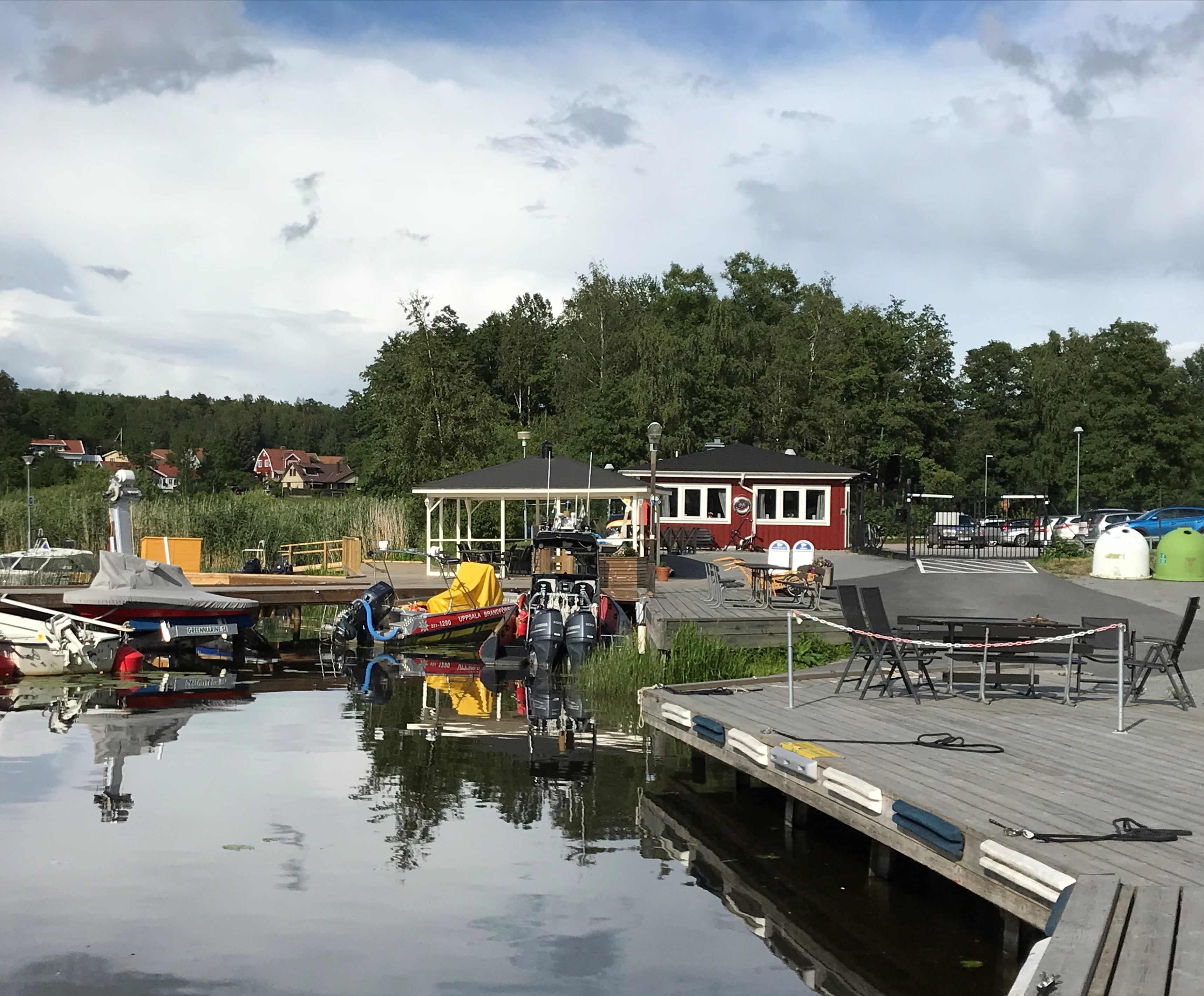
Stationens båtar
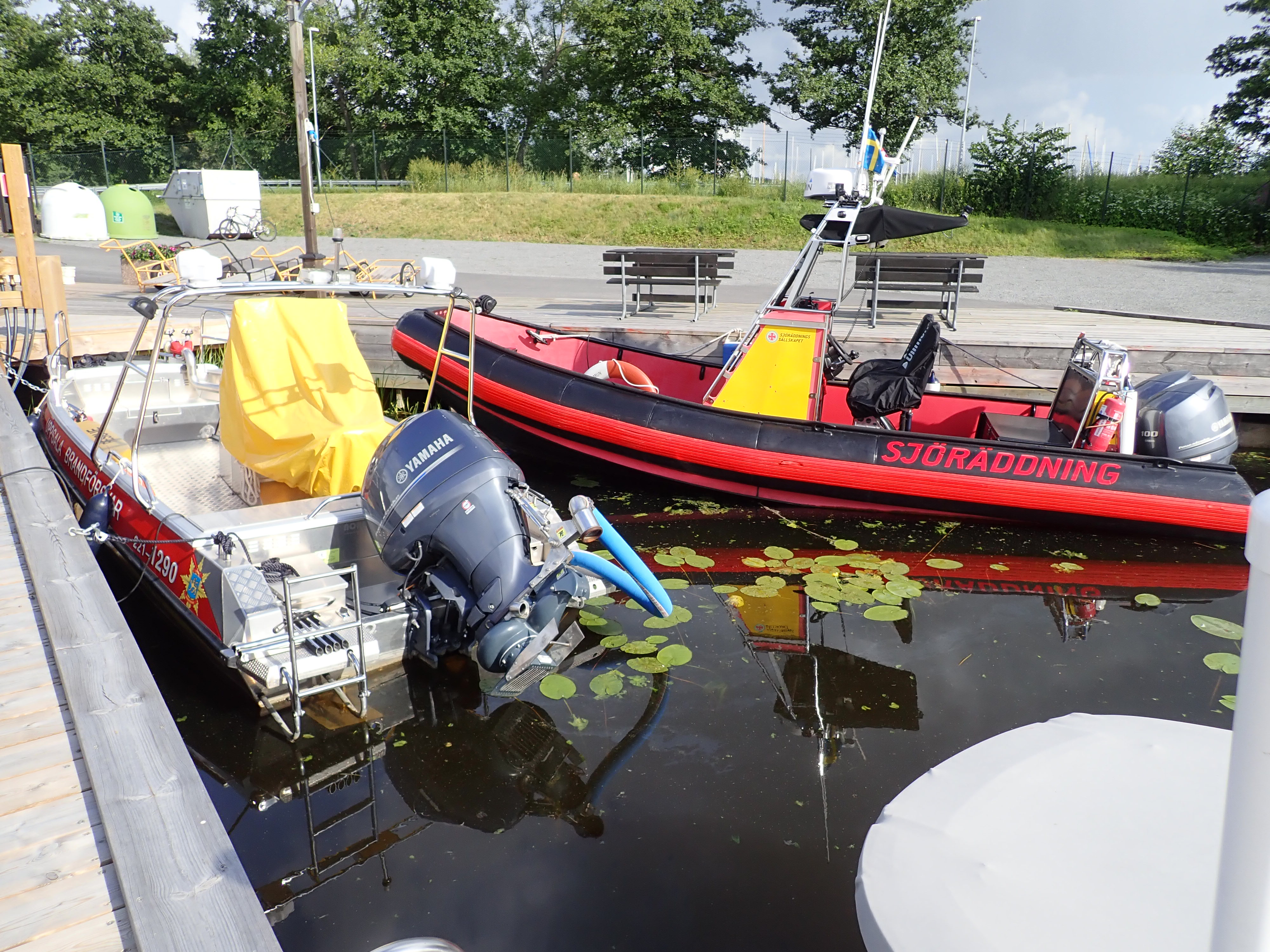
Uppsala brandförsvars båt till vänster, Rescue Rolf G till höger
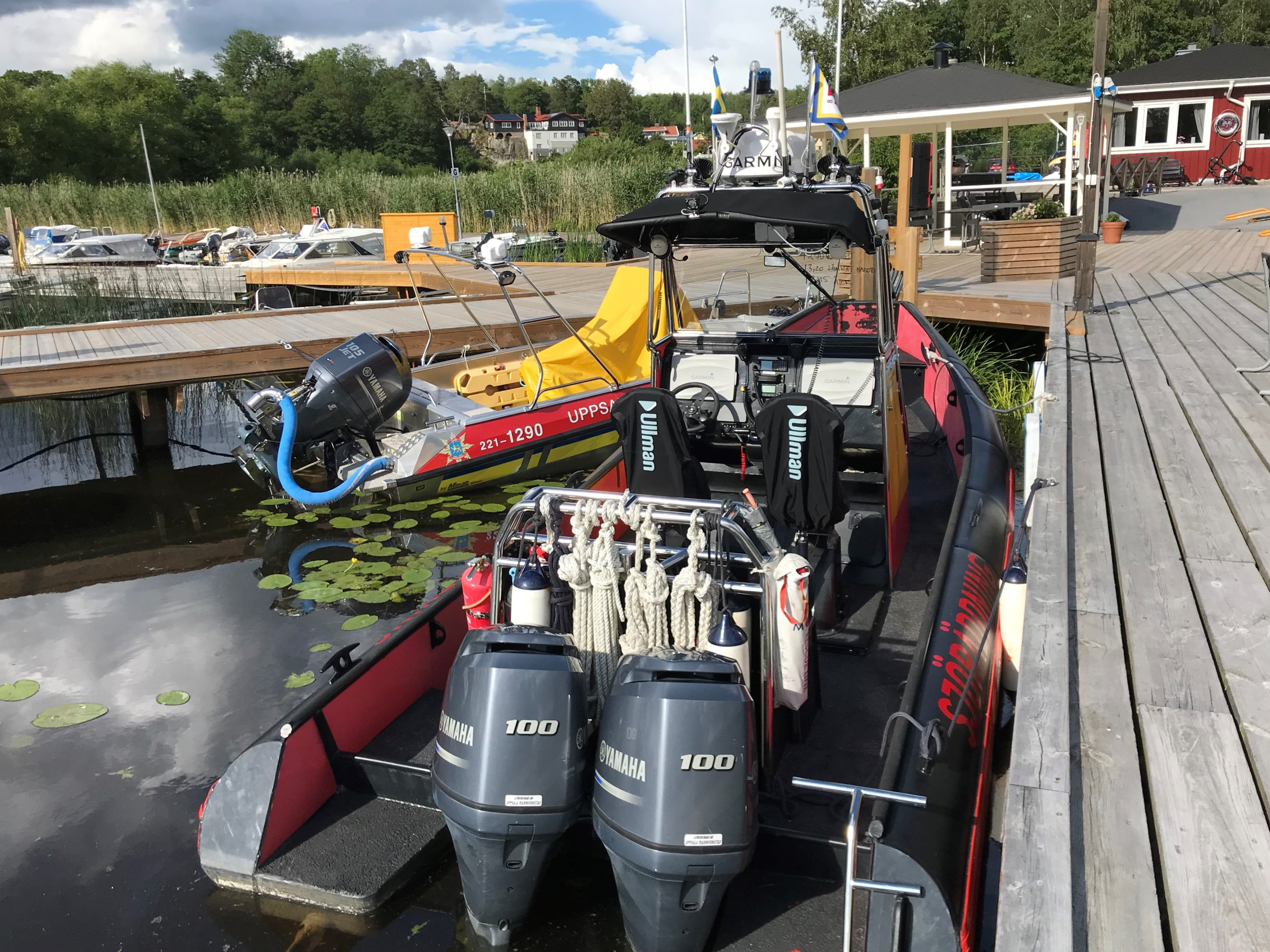
Rescue Rolf G
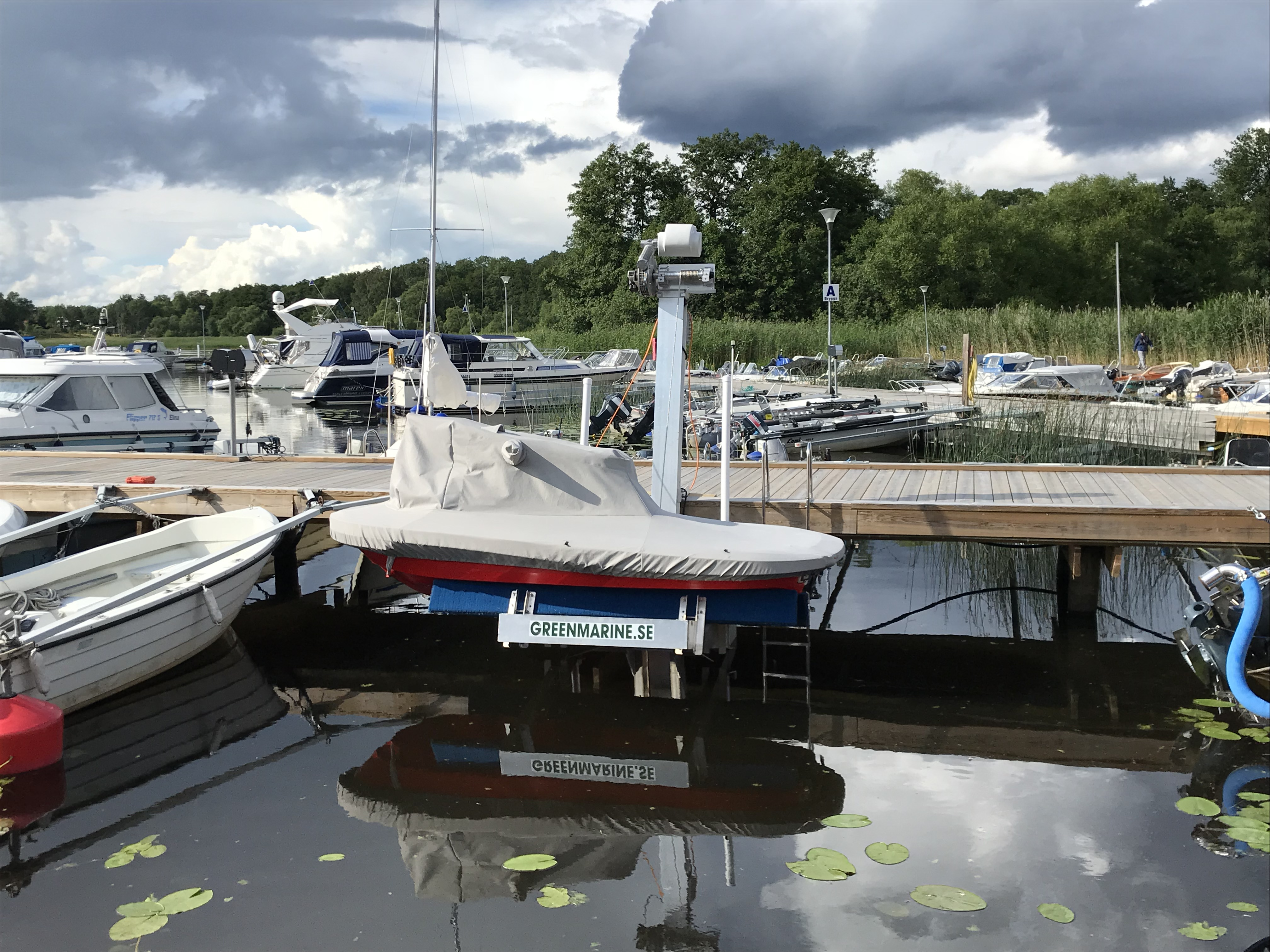
Rescuerunner ICA
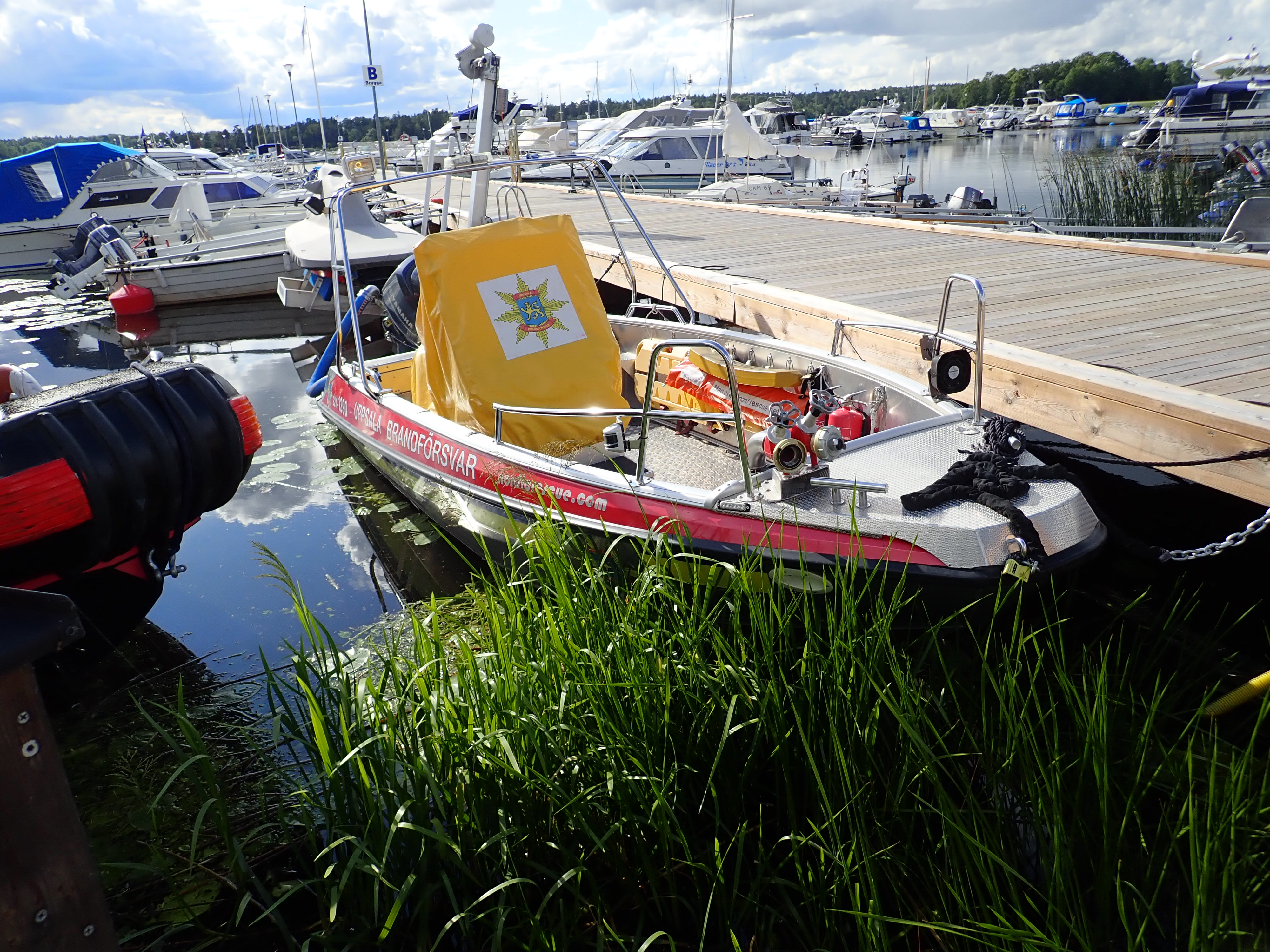
Uppsala brandförsvars båt